# Brandon Larracuente
Brandon Larracuente (Pleasantville, Nueva York, 16 de noviembre de 1994) es un actor estadounidense conocido por sus interpretaciones en Bloodline y 13 Reasons Why.

## Biografía

### Primeros años
Larracuente nació el 16 de noviembre de 1994 en Pleasantville, Nueva York, a la edad de 4 años se introdujo en el mundo del teatro después de que el líder del coro de una iglesia lo dejará participar en la ópera.

### Carrera
A los 4 años fue parte de dos óperas en New Rochelle Opera House. Él comenzó a actuar a los 8, donde protagonizó en un show en Off Broadway titulado "Desire". Una vez instalado en Florida, fue protagonista de "Charlie and the Chocolate Factory" y "It's a Wonderful Life" en Orlando Repertory Theatre.
Brandon hizo su primera aparición en televisión en 2011 en el documental "Got Home Alive". En 2013, él además apareció en un episodio de A&E, The Glades, luego interpretó a Joshua en Every Witch Way en 2014 y en el mismo año en Constantine.
Además hizo apariciones como recurrente interpretando a Ben Rayburn en Bloodline (2015) y Jeff Atkins en 13 Reasons Why (2016). Otros créditos incluyen en Max Steel (2016), Rings (2017), Baywatch (2017), y Bright (2017).

## Filmografía

### Cine
| Año  | Título        | Rol             | Notas |
| ---- | ------------- | --------------- | ----- |
| 2016 | Max Steel     | Attentive Kid   |       |
| 2017 | Rings         |                 |       |
| 2017 | Baywatch      | Skateboarder #1 |       |
| 2017 | Bright        | Mike            |       |
| 2020 | What We Found | Clay Howard     |       |

### Televisión
| Año           | Título          | Rol                  | Notas                           |
| ------------- | --------------- | -------------------- | ------------------------------- |
| 2013          | The Glades      | Muchacho             | 1 episodio                      |
| 2014          | Every Witch Way | Joshua               | 1 episodio                      |
| 2014          | Constantine     | Mateo Lopez          | 1 episodio                      |
| 2015-2017     | Bloodline       | Ben Rayburn          | 18 episodios                    |
| 2017-2018     | 13 Reasons Why  | Jeff Atkins          | 7 episodios                     |
| 2020          | Party of Five   | Emilio Acosta        | Elenco principal                |
| 2022          | The Rookie      | Thackeray Bloomfield | capítulo 1                      |
| 2022-presente | The Good Doctor | Dr. Daniel Pérez     | Papel recurrente (temporada 6). |